# 永淳县
永淳县是广西历史上曾经设立的一个县。县城在横州市峦城。

## 历史
唐武德中置永定县，为淳州治。元朝建立永淳县。中华民国大陆时期，属广西省。1947年，中華民國內政部编撰的《中華民國行政區域簡表》中，永淳县为三等县，面积1876.25平方公里，人口188107人:85。
1952年，撤永淳县，将其所属峦城、六景、良圻、平朗、石塘等区划归横县管辖，甘棠、露圩等区划归宾阳县管辖。小黎（南阳）中和划归邕宁县管辖。